# Kenneth S. Russell
| Odkryte planetoidy: 2 | Odkryte planetoidy: 2 | Odkryte planetoidy: 2 |
| --------------------- | --------------------- | --------------------- |
| (17483) 1991 RA       | 2 września 1991       |                       |
| (306376) 1983 TA      | 1 października 1983   |                       |

Kenneth S. Russell – australijski astronom pochodzenia brytyjskiego. Przez ponad 30 lat pracował w Obserwatorium Siding Spring, w sekcji teleskopu UK Schmidt Telescope. Zajmował się tam głównie obserwacjami, analizą danych i programowaniem.

## Życiorys
Karierę astronoma rozpoczął w Obserwatorium Królewskim w Edynburgu w 1963 roku jako członek nowo utworzonej sekcji śledzenia sztucznych satelitów. Pięć lat później został oddelegowany do nowej placówki macierzystego obserwatorium w Monte Porzio Catone we Włoszech. W kwietniu 1979 roku wyjechał do Australii w związku z nową inicjatywą Uniwersytetu Aston dotyczącą śledzenia satelitów. Formalnie został jednak przydzielony do UK Schmidt Telescope, którym wówczas zarządzało obserwatorium w Edynburgu. Russell pozostał w Australii, raz tylko w latach 1984–1986 powrócił do Edynburga. W 1988 roku zarządzanie teleskopem przekazano Obserwatorium Angielsko-Australijskiemu i Russell został pracownikiem tej instytucji. Pracował przy 
UK Schmidt Telescope do stycznia 2013 roku.
Odkrył dwie planetoidy w 1983 i 1991 roku. Jest także odkrywcą lub współodkrywcą kilkunastu komet, z czego 6 to komety okresowe: 83D/Russell, 89P/Russell, 91P/Russell, 94P/Russell, 156P/Russell-LINEAR, 262P/McNaught-Russell. Do komet nieokresowych odkrytych bądź współodkrytych przez niego należą: C/1980 R1 (Russell), C/1989 Y2 (McKenzie-Russell), C/1991 C3 (McNaught-Russell), C/1991 Q1 (McNaught-Russell), C/1991 R1 (McNaught-Russell), C/1993 Y1 (McNaught-Russell), C/1996 P2 (Russell-Watson).
W uznaniu jego pracy jedną z planetoid nazwano (3714) Kenrussell.